# 金榜公园站
金榜公园站位于厦门市思明区厦禾路后埭溪路与湖滨中路附近，为厦门快速公交一，二，三号线的高架侧式车站，于2008年9月1日启用。车站以淡蓝色作为布置的主要色彩。车站共有两个出入口。该站原名“文灶站”，2019年6月30日，新文灶站（规划中称“文塔站”）建成投用，原文灶站改名“金榜公园站”。

## 链接线
金榜公园站的连接线为“L7”和“L8”，起始点均为金榜公园站，票价为单一票价五角，使用厦门易通卡为三角。该连接线现在已暂停/取消营运。

### L7所经过的站点（暂停营运）
湖滨三里站 → 鑫阳公寓 → 金榜公园站 → 金榜西门站 → 电化宿舍站 → 文屏山北站 → 文屏山庄站 → 文屏站（文灶站）

### L8所经过的站点（暂停营运）
文屏站（文灶站）→ 文屏山庄站 → 文屏山北 → 电化宿舍站 → 金榜西门站 → 金榜公园站 → 银龙广场站 → 皇达大厦站 → 湖滨三里站